# پلزنت هیل، شهرستان اسکات، آرکانزاس
پلزنت هیل (به انگلیسی: Pleasant Hill) یک منطقهٔ مسکونی در ایالات متحده آمریکا است که در شهرستان اسکات، آرکانزاس واقع شده‌است. پلزنت هیل ۲۰۹٫۱ متر بالاتر از سطح دریا واقع شده‌است.